# 토레노바역
토레노바(이탈리아어: Torrenova) 역은 로마 지하철 C선의 역이다. 원래는 로마-피우지-알라트리-프로시노네 철도의 철도역으로 운영했으며, 이 당시 역사를 그대로 보존해 놓은 유일한 지상역이기도 하다. 로마 시내의 카실리나 로 부근에 위치해 있으며 토레안젤라 구, 토레노바 구, 자르디네티 구로 갈 수 있다.

## 역사
토레노바 역은 1916년 로마-피우지-알라트리-프로시노네 선의 일부로 처음 문을 열었다. 2008년 7월 7일부터는 로마-판타노 선의 종점 구간을 로마 지하철 C선으로 편입시키기 위한 전환 공사를 위해 폐쇄되었다. 이후 2014년 11월 9일에 개업하였다.

## 역 시설
이 역에는 다음과 같은 시설이 있다.
- 매표기
- 화장실

## 환승
- 버스 정류장 (ATAC 및 COTRAL 운영 노선)